# قط أوزوس ازولي

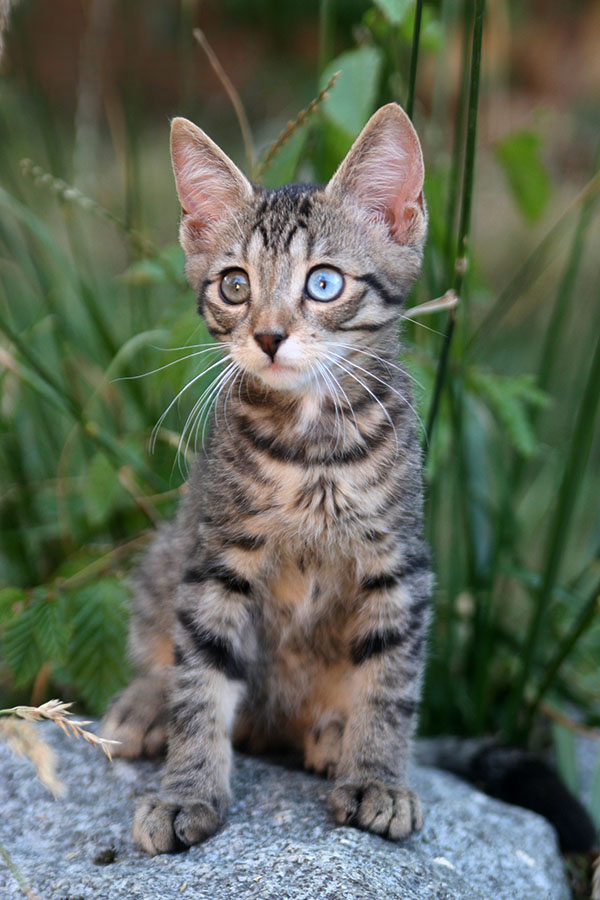

قط أوزوس ازولي (بالإسبانية: Ojos Azules)‏ وتعني بالعربية «العيون الزرقاء» ، وقد أكتشفت أول قطة ذات عيون داكنة زرقاء في عام 1984 في مدينة نيومكسيكو في مستعمرة للقطط الوحشية (بالإنجليزية: Feral cat colony)‏ وهذا القط كان من نوع قط السلحفاة «Tortoiseshell cat» .